# Rehab Ahmed
Rehab Ahmed (arabisch رحاب أحمد; geboren 2. März 1991 in Kairo) ist eine ägyptische Powerlifterin, die im Behindertensport antritt.

## Leben und sportliche Karriere
Ahmed studierte englische Literatur an der Universität Zagazig. Sie ist verheiratet und hat eine Tochter.
Mit dem Gewichtheben begann Ahmed im Alter von 19 Jahren. Als ihr Vorbild nannte sie 2021 Sherif Osman, einen ägyptischen, paralympischen Powerlifter. Ahmed selbst gewann bei den Sommer-Paralympics 2016 in Rio de Janeiro und bei den Sommer-Paralympics 2020 in Tokio jeweils Silber in der Gewichtsklasse 50 Kilogramm. Bei den Sommer-Paralympics 2024 in Paris wurde sie zusammen mit Ali Elzieny als Fahnenträger ausgewählt. Sie gewann bei den Spielen in der Arena Porte de la Chapelle Gold in der Gewichtsklasse bis 55 Kilogramm. Bei den World Para Powerlifting Championships gewann Ahmed 2017 in Mexiko-Stadt, 2019 in Astana, Kasachstan und 2021 in Tiflis, Georgien jeweils Gold in der Gewichtsklasse bis 50 Kilogramm sowie 2024 in Dubai, Vereinigte Arabische Emirate in der Gewichtsklasse bis 55 Kilogramm.

## Ergebnisse
| 2016 | Rio de Janeiro, Brasilien | 50 kg | 102    | 102    | 104    | 108 | 104 | Silber |
| 2021 | Tokio, Japan              | 50 kg | 117    | 120 PR | 121    | –   | 120 | Silber |
| 2024 | Paris, Frankreich         | 55 kg | 117 kg | 121 kg | 122 kg | –   | 121 | Gold   |

## Auszeichnungen
- Orden der Republik erster Klasse in den Jahren 2016 und 2017[1]
- Best Paralympic Athlete bei den 2022 Fatima Bint Mubarak Women Sports Awards, einer Auszeichnung für arabische Sportlerinnen[1]